# Holyoke (Kolorado)
Holyoke – miasto w Stanach Zjednoczonych, w stanie Kolorado, siedziba administracyjna hrabstwa Phillips.